# Francesca Cola
Francesca Cola (Como, 11 febbraio 1973) è un'ex velocista italiana, pluri-medagliata sia a livello nazionale che internazionale.

## Biografia
Tra il 1993 ed il 2000 ha vinto 7 titoli nazionali assoluti, di cui uno individuale sui 100 m nel 2000 e gli altri 6 in staffetta: 3 con la svedese (1993, 1994 e 1995) ed altrettanti con quella 4 x 400 m (1993, 1994 e 1996), e ha collezionato 37 presenze con la Nazionale assoluta.
Ricco di medaglie il suo palmarès internazionale: 
- 1997, oro nei 4 x 400 m ai Giochi del Mediterraneo svoltisi in Italia a Bari;
- 1999, bronzo nei 100 m ai Mondiali militari di Zagabria in Croazia e sesta sui 4 x 100 m alle Universiadi in Spagna a Palma di Maiorca;
- 2001, argento nella 4 x 100 m e settima sui 100 m ai Giochi del Mediterraneo in Tunisia a Tunisi, semifinali sui 100 m e settima con la 4 x 100 m alle Universiadi di Pechino in Cina, oro nei 100 metri ai Mondiali militari a Beirut nel Libano e quinta con la 4 x 100 m in Coppa Europa ad Annecy in Francia;
- Nel biennio 2002-2003, doppietta di medaglie sui 100 m ai Mondiali militari, entrambe le volte in Italia: prima d'argento a Tivoli e poi di bronzo a Catania.

A Milano nel 2000, alla fine di una gara vinta nel campionato italiano assoluto nel quale realizzò un suo primato personale, nonostante avesse stabilito il 5º tempo al mondo con la staffetta 4 x 400 metri, poi ha appreso, a tre giorni dalla partenza per Sydney in Australia, di non essere state inserita nel gruppo degli atleti selezionati per le Olimpiadi.
Francesca Cola è laureata in Scienze Politiche con un master in Management dello Sport. È membro del Consiglio del Coni della regione Lombardia e docente della scuola regionale dello sport CONI Lombardia. È sposata e madre di due bambini.

## Record nazionali
- Staffetta svedese: 2'07”56 ( Rieti, 3 giugno 1995) (Annalisa Crippa, Elisa Moretti, Francesca Cola, Virna De Angeli)[2]

## Progressione

### 60 metri piani indoor
| Stagione | Tempo | Luogo       | Data      | Rank. Mond. |
| -------- | ----- | ----------- | --------- | ----------- |
| 2004     | 7"79  | Locarno     | 24-1-2004 |             |
| 2003     | 7"65  | Genova      | 1-3-2003  | 552ª        |
| 2001     | 7"48  | Torino      | 22-1-2001 | 181ª        |
| 2000     | 7"55  | Ancona      | 24-2-2000 | 265ª        |
| 1997     | 7"60  | Castellanza | 1-3-1997  | 224ª        |

### 100 metri piani
| Stagione | Tempo | Luogo   | Data      | Rank. Mond. |
| -------- | ----- | ------- | --------- | ----------- |
| 2004     | 11"72 | Lugano  | 5-6-2004  | 383ª        |
| 2003     | 11"75 | Rieti   | 2-8-2003  | 408ª        |
| 2002     | 11"76 | Lugano  | 13-7-2002 | 471ª        |
| 2001     | 11"67 | Pechino | 27-8-2001 | 276ª        |
| 2000     | 11"54 | Milano  | 6-9-2000  | 211ª        |
| 1999     | 11"44 | Sassari | 11-9-1999 | 260ª        |
| 1997     | 11"85 | Biasca  | 7-6-1997  | 476ª        |

### 200 metri piani
| Stagione | Tempo | Luogo    | Data      | Rank. Mond. |
| -------- | ----- | -------- | --------- | ----------- |
| 2003     | 24"62 | Friburgo | 23-8-2003 |             |
| 2002     | 24"74 | Pescara  | 14-9-2002 |             |
| 2000     | 23"75 | Saronno  | 4-6-2000  | 273ª        |
| 1999     | 23"66 | Sassari  | 11-9-1999 |             |
| 1997     | 23"95 | Nembro   | 11-7-1997 | 267ª        |

## Palmarès
| Anno | Manifestazione          | Sede             | Evento      | Risultato  | Prestazione | Note   |
| ---- | ----------------------- | ---------------- | ----------- | ---------- | ----------- | ------ |
| 1997 | Giochi del Mediterraneo | Bari             | 4×400 m     | Oro        | 3'29"98     | [ 3 ]  |
| 1999 | Mondiali militari       | Zagabria         | 100 m piani | Bronzo     | 11"77       | [ 4 ]  |
| 1999 | Universiade             | Palma di Maiorca | 4×100 m     | 6ª         | 44"80       | [ 5 ]  |
| 2001 | Giochi del Mediterraneo | Tunisi           | 100 m piani | 7ª         | 11"79       | [ 6 ]  |
| 2001 | Giochi del Mediterraneo | Tunisi           | 4×100 m     | Argento    | 44"89       | [ 7 ]  |
| 2001 | Universiade             | Pechino          | 100 m piani | Semifinale | 11"74       | [ 8 ]  |
| 2001 | Universiade             | Pechino          | 4×100 m     | 7ª         | 45"74       | [ 9 ]  |
| 2001 | Mondiali militari       | Beirut           | 100 m piani | Oro        | 11"89       | [ 10 ] |
| 2002 | Mondiali militari       | Tivoli           | 100 m piani | Argento    | 11"99       | [ 11 ] |
| 2003 | Mondiali militari       | Catania          | 100 m piani | Bronzo     | 12"33       | [ 12 ] |

## Campionati nazionali
- 1 volta campionessa assoluta dei 100 metri piani (2000)
- 3 volte campionessa assoluta della staffetta 4×400 metri (1993, 1994, 1996)
- 3 volte campionessa assoluta della staffetta svedese (1993, 1994, 1995)

1993
- Oro  ai Campionati italiani assoluti, (Bologna), staffetta svedese - 2'11"31[13]
- Oro  ai Campionati italiani assoluti, (Bologna), 4×400 m - 3'40"65[14]

1994
- Oro  ai Campionati italiani assoluti, (Napoli), staffetta svedese - 2'12"20[13]
- Oro  ai Campionati italiani assoluti, (Napoli), 4×400 m - 3'38"77[14]

1995
- Oro  ai Campionati italiani assoluti, (Cesenatico), staffetta svedese - 2'07"56[13]

1996
- Oro  ai Campionati italiani assoluti, (Bologna), 4×400 m - 3'35"37[14]

1997
- 7ª ai Campionati italiani assoluti, (Milano), 400 m piani

1999
- 4ª ai Campionati italiani assoluti, (Pescara), 200 m piani

2000
- Oro  ai Campionati italiani assoluti, (Milano), 100 m piani - 11"54[15]

2001
- 4ª ai Campionati italiani assoluti indoor, (Torino), 60 m piani - 7"48[16]
- 4ª ai Campionati italiani assoluti, (Catania), 100 m piani - 11"77[17]

2002
- 7ª ai Campionati italiani assoluti, (Torino), 100 m piani - 11"91[18]

2003
- In semifinale ai Campionati italiani assoluti indoor, (Genova), 60 m piani - 7"65[19]

2004
- 7ª ai Campionati italiani assoluti, (Firenze),  100 m piani

## Altre competizioni internazionali
1999
- Oro al XIII Meeting Internazionale Terra Sarda, ( Sassari), 100 m piani - 11"44[20]
- Oro al XIV Meeting Internazionale Terra Sarda, ( Sassari), 200 m piani - 23"66[21]

2000
- 4ª al XXX Meeting Internazionale Città di Rieti, ( Rieti), 100 m piani - 11"74[22]

2002
- 5ª in Coppa Europa, ( Annecy), 4×100 m - 44"24[23]
- Bronzo al XII Trofeo AtleticaEuropa, ( Celle Ligure), 400 m piani - 54"17[24]

2003
- 6ª al VII Meeting Internazionale Pergine Valsugana, ( Pergine Valsugana), 100 m piani - 12"02[25]